# Emil Seidel
Emil Seidel (ur. 13 grudnia 1864, zm. 24 lipca 1947) — amerykański polityk, socjalista.

## Życiorys
Urodził się w rodzinie niemieckich imigrantów w Ashland w Pensylwanii, ale przeprowadził się do stanu Wisconsin, wraz z rodziną, kiedy był jeszcze dzieckiem. Jako młody człowiek mieszkał czas jakiś w Niemczech, gdzie pracował jako drwal i gdzie został z przekonania socjalistą.
Po powrocie do USA przystąpił do Partii Socjalistycznej. Zamieszkał w Milwaukee, gdzie po pewnym czasie został radnym miejskim (w 1904).
W roku 1910 wybrano go, jako pierwszego socjalistę w ogóle w amerykańskim mieście, na burmistrza Milwaukee. W czasie jego dwuletniej kadencji po raz pierwszy utworzono departament robót publicznych. Zorganizowano pierwszą komisję ds. działalności policji i straży pożarnej. Otwarto też pierwszy park miejski oraz ustanowiono prawne regulacje dotyczące prostytucji oraz kasyn. Ponadto administracja Seidela zatrudniła na pewien czas znanego pisarza i poetę Carla Sandburga. Autora do przyjęcia tej pracy skłoniły socjalistyczne poglądy burmistrza.
Podczas wyborów na burmistrza w roku 1912 obie główne partie amerykańskie, demokratyczna i republikańska, połączyły swe siły, aby pokonać ubiegającego się o ponowny wybór na to stanowisko Seidela. Udało im się to, jego następcą został Gerhard Bading.
W tym samym roku Seidel kandydował na urząd wiceprezydenta Stanów Zjednoczonych u boku lidera socjalistów Eugene'a Victora Debsa. Ich lista zdobyła wtedy 901,551 głosów (równo 6%), ale ani jednego głosu w Kolegium Elektorów Stanów Zjednoczonych.
Potem jeszcze przez dwie kadencje pełnił funkcję radnego (1916–1920 i 1932–1936).